# Vieille Case
Vieille Case – wieś w Dominice (parafia świętego Andrzeja). Według danych szacunkowych na rok 2008 liczy 696 mieszkańców. Ośrodek turystyczny.